# Polizei Schleswig-Holstein
Die Polizei Schleswig-Holstein (umgangssprachlich: Schleswig-Holsteinische Polizei) ist die Landespolizei des deutschen Bundeslandes Schleswig-Holstein.

## Geschichte

### Die Polizei im NS-Staat
Seit 1936 entstand aus den Polizeien der deutschen Länder – und damit auch der Provinz Schleswig-Holstein als Teil des Landes Preußen – die „Deutsche Polizei“. Sie unterstand dem Reichsführer SS und Chef der Deutschen Polizei, Heinrich Himmler. Die Polizei (Oberbegriff „Ordnungspolizei“, kurz „OrPo“) war gegliedert in die Schutzpolizei des Reiches, die Schutzpolizei der Gemeinden und die Gendarmerie. Die Reichspolizei war zuständig in den Städten, die Gemeindepolizei in Gemeinden mit mehr als 2000 Einwohnern und die Gendarmerie in Gemeinden unter 2000 Einwohnern.
Organisatorisch war die Polizei Wehrkreisen zugeordnet. Schleswig-Holstein gehörte zusammen mit Hamburg und dem (heute) nordwestlichen Niedersachsen zum Wehrkreis X mit der polizeilichen Bereichskennung „Nordwest“ und ab 1940 „Nordsee“. Die Polizei in SH wurde geleitet durch „Höhere SS- und Polizeiführer“ (von 1937 bis 1945: Prützmann, Querner und von Bassewitz-Behr) mit Sitz in Hamburg. Im dortigen Stab gab es einen „Befehlshaber der Ordnungspolizei“ (1939 bis 1945: Querner, Becker, Liessem, Retzlaff, Abraham). In den Provinzen, u. a. in SH einen Inspekteur beim Oberpräsidenten Hinrich Lohse in Kiel, dann einen Inspekteurstab und zuletzt nur einen Sachbearbeiter für polizeiliche Angelegenheiten beim Regierungspräsidenten in Schleswig.
Polizeipräsidien gab es in Kiel, Lübeck und Flensburg. In den Landkreisen von SH agierten Kommandeure der Schutzpolizei und der Gendarmerie. Für die Wasserschutzpolizei bestand seit 1941 in Kiel das WSP-Kommando „Westliche Ostsee“ mit den seit 1937 eingerichteten WSP-Revieren Flensburg, Kiel und Lübeck (mit WSP-Station Travemünde). In Kiel gab es eine „Landespolizei-Inspektion“ (bei wechselnden Bezeichnungen) mit militärischer Ausbildung und Kasernierung bei ständigen Umgliederungen.
Die Gendarmerie im heutigen Schleswig-Holstein hieß von 1920 bis 1934 „Landjägerei“. Die Gendarmerie hatte nach Erlassen von 1938 und 1939 ihre (umbenannte) Führung in der Gendarmerie-Hauptmannschaft mit Sitz in Schleswig. Nach 1945 fand die Gendarmerie als älteste deutsche Polizeiorganisation in der neuen Polizeiorganisation von Schleswig-Holstein keinen Platz mehr.
Noch in den letzten Kriegstagen spielte das Polizeipräsidium Flensburg eine wichtige Rolle bei der Flucht von nationalsozialistischen Amtsträgern und Kriegsverbrechern. Nazis, die über die sogenannte Rattenlinie Nord nach Flensburg kamen, wurden im Präsidium mit falschen Papieren ausgestattet.

### Der Aufbau der Landespolizei nach 1945
Die britische Militärregierung in Kiel verfolgte u. a. diese Ziele für eine „neue Polizei“ in Schleswig-Holstein: Denazifizierung, Demilitarisierung, Demokratisierung und Dezentralisierung. Die Befehlsgewalt über die Polizei übten der Public Safety Branch (eine Abteilung der Britischen Militärregierung) und die Public Safety Officers (britische Berufspolizeibeamte als Aufsicht) aus.
Am 27. Oktober 1945 wurde auf Befehl der Briten die Provincial Training School Schleswig-Holstein in der Nachrichtenschule in Flensburg-Mürwik eingerichtet und im März 1946 nach Eckernförde-Carlshöhe verlegt, wo sie später in Landespolizeisschule Schleswig-Holstein umbenannt wurde. Zum 1. Januar 1946 gab die britische Militärregierung eine neue Organisationsstruktur für die Polizei in Schleswig-Holstein vor. Sie wurde in 12 Distrikte mit 26 Inspektionen und 71 Abteilungen gegliedert. Die eigentliche „Geburtsstunde“ der Landespolizei Schleswig-Holstein war der 1. Januar 1947 mit dem Gesetz zur Übernahme der Polizei durch das Land Schleswig-Holstein. Mit weiteren Organisationsgesetzen vom 4. Januar 1947 und 23. März 1949 wurde reorganisiert.
Die Vorgaben der Briten, „Säuberung“ von Polizeiangehörigen durch Internierung, Strafverfolgung und Entnazifizierung hob der Landtag durch das Gesetz zur Beendigung der Entnazifizierung vom 17. März 1951 auf. Dadurch wurde vielen belasteten NS-Polizeibeamten der Zugang zur neuen Landespolizei ermöglicht. In § 15 des Gesetzes wurde festgeschrieben, dass weder Behörden noch Privatpersonen Einsicht in die Entnazifizierungs-Verfahrensakten gewährt oder Auskunft daraus erteilt werden dürfe.
1953 gab es durch das Polizeiorganisationsgesetz vom 22. Dezember 1952 ein neues Organisationsmodell mit vier Polizeidirektionen in Flensburg, Kiel, Neumünster und Lübeck, einem Wasserschutzpolizeiamt, 17 Polizeiinspektionen mit Zugehörigkeit zu vier Inspekteurbereichen Nord (Flensburg), Ost (Rendsburg), West (Pinneberg) und Süd (Lübeck) und der Bereitschaftspolizei in Eckernförde. Die Leitung der vier Bezirkskriminalpolizeistellen wurde von der Spitze der jeweiligen Polizeidirektion der Schutzpolizei wahrgenommen.
1968 wurde in Kiel ein Schutzpolizeiamt errichtet. 1969 gab es durch das Polizeiorganisationsgesetz vom 9. Dezember 1968 eine Polizeireform. In Bezug auf die Schutzpolizei wurden vier Polizeidirektionen in Flensburg, Kiel, Itzehoe und Lübeck mit nachgeordneten Polizeiinspektionen und eine Wasserschutzpolizeidirektion in Kiel gebildet. Hinsichtlich der Kriminalpolizei wurden – räumlich mit den Polizeidirektionen übereinstimmend – vier Kriminalpolizeidirektionen mit nachgeordneten Dienststellen festgeschrieben. Als Dienststellen mit besonderen Aufgaben wurden die Bereitschaftspolizeiabteilung (BPA) in Eutin, die Verkehrsüberwachungsbereitschaft (VÜB) in Neumünster und die Landespolizeischule (LPS) in Eutin bestimmt.
Eine weitere Polizeireform gab es zum 1. April 1994. Durch Änderung des Polizeiorganisationsgesetzes von 1968 wurde zum 11. Februar 1994 auf der Regionalebene und der Ebene der Kreise/kreisfreien Städte die „Integration der Schutz- und Kriminalpolizei“ bestimmt; das heißt, die Kriminalpolizeidirektionen in Flensburg, Kiel, Itzehoe und Lübeck wurden aufgelöst und jeweils eine neue Kriminalpolizeiinspektion mit nachgeordneten Kriminalpolizeistellen und -außenstellen in die Polizeidirektionen eingegliedert. Die seit 1969 bestehenden Dienststellen mit besonderen Aufgaben wurden als Fachdirektionen zu unteren Landesbehörden bestimmt: Die Verkehrspolizeidirektion SH, die Wasserschutzpolizeidirektion SH und die Polizeidirektion für Aus- und Fortbildung und für die Bereitschaftspolizei SH.
Mit Polizeiorganisationsgesetz vom 12. November 2004 gab es eine grundlegende Organisationsreform. Ein Landespolizeiamt (LPA) wurde neu gebildet und das seit 1994 bestehende Landeskriminalamt (LKA) fortgeschrieben. Nachgeordnet sind dem LPA nunmehr acht Polizeidirektionen auf dem Gebiet der Kreise und kreisfreien Städte und eine Polizeidirektion als Fachdirektion in Eutin für Aus- und Fortbildung und für die Bereitschaftspolizei. Die Leitung der Wasserschutzpolizei wird durch das LPA wahrgenommen.

## Aufgaben und Rechtsgrundlagen
Auftrag ist die Gewährleistung der öffentlichen Sicherheit und Ordnung. Als Strafverfolgungsbehörde geht sie gegen ordnungswidrige und strafbare Handlungen vor, ermittelt Täter und analysiert Tatmuster. Eine weitere Aufgabe ist die Gefahrenabwehr im Bereich der inneren Sicherheit, das heißt, die Verhütung oder Unterbindung von rechtswidrigen Handlungen jeder Art. Im Rahmen der Verkehrsüberwachung regelt sie Verkehrsströme und hat eine tragende Rolle in der Notfallhilfe (Notruf). Ferner sorgt die Polizei in enger Kooperation mit Behörden für die Verbrechensprävention, um bereits im Vorfeld mögliche Straftaten zu erkennen und zu verhindern. Zentrale Rechtsgrundlage ist das Allgemeine Verwaltungsgesetz für das Land Schleswig-Holstein, kürzer bezeichnet als Landesverwaltungsgesetz (Schleswig-Holstein), LVwG.

## Aufbau und Organisation
Zugeordnete Ämter des Innenministeriums in Kiel sind
- das Landespolizeiamt (LPA)
- das Landeskriminalamt Schleswig-Holstein (LKA)

### Landespolizeiamt
Nach § 2 Polizeiorganisationsgesetz (POG) übt das Landespolizeiamt (LPA) die Dienst- und Fachaufsicht über die Behörden der Polizei nach § 1 Abs. 2 Nr. 2 und 3 aus. Es versorgt die Landespolizei mit Sach- und Dienstleistungen und gewährleistet die Wirtschaftlichkeit der Aufgabenerfüllung.
Dem Landespolizeiamt sind acht Polizeidirektionen als untere Landesbehörde nach § 4 und 5 POG nachgeordnet:
- Die Polizeidirektion Kiel mit Sitz in Kiel, zuständig für die Landeshauptstadt Kiel und den Kreis Plön. Nachgeordnet sind eine Bezirkskriminalinspektion in Kiel und eine Kriminalpolizeistelle in Plön; ein Polizei-Bezirksrevier in Kiel; vier Polizeireviere in Kiel mit acht nachgeordneten Polizeistationen; ein Polizeirevier in Plön mit sieben nachgeordneten Polizeistationen in Heikendorf, Lütjenburg, Preetz, Schwentinental, Schönkirchen, Schönberg (Holstein) und Wankendorf.
- Die Polizeidirektion Lübeck mit Sitz in Lübeck, zuständig für die Hansestadt Lübeck und den Kreis Ostholstein. Nachgeordnet sind eine Bezirkskriminalinspektion in Lübeck und Kriminalpolizeistellen in Eutin, Bad Schwartau, Oldenburg/H. und Neustadt/H.; zwei Polizei-Bezirksreviere in Lübeck und Eutin; vier Polizeireviere in Lübeck mit nachgeordneten sechs Polizeistationen; vier Polizeireviere mit nachgeordneten 17 Polizeistationen in Bad Schwartau, Eutin, Heiligenhafen, Neustadt in Holstein; sowie ein Polizei-Autobahn-Bezirksrevier in Scharbeutz.
- Die Polizeidirektion Itzehoe mit Sitz in Itzehoe, zuständig für den Kreis Steinburg und den Kreis Dithmarschen. Nachgeordnet sind eine Bezirkskriminalinspektion in Itzehoe und zwei Kriminalpolizeistellen in Itzehoe und Heide; ein Polizei-Bezirksrevier in Heide; ein Polizeirevier in Itzehoe mit vier Polizeistationen; ein Polizeirevier in Brunsbüttel mit sechs Polizeistationen und ein Polizeirevier in Heide mit sieben Polizeistationen.
- Die Polizeidirektion Flensburg (Polizeidirektion Flensburg) mit Sitz in Flensburg, zuständig für die kreisfreie Stadt Flensburg und den Kreis Schleswig-Flensburg sowie den gesamten Bereich Nordfrieslands. Nachgeordnet sind eine Bezirkskriminalinspektion in Flensburg und vier nachgeordneten Kriminalpolizeistellen in Schleswig, Husum, Sylt sowie Niebüll; zwei Polizei-Bezirksreviere in Flensburg und Schleswig; zwei Polizeireviere in Flensburg mit acht nachgeordneten Polizeistationen; vier Polizeireviere mit 21 nachgeordneten Polizeistationen in Schleswig, Kappeln, Niebüll, Husum sowie Sylt; ein Polizei-Autobahnbezirksrevier Nord mit Standorten in Schleswig, Schuby sowie Husum.
- Die Polizeidirektion Bad Segeberg mit Sitz in Bad Segeberg, zuständig für den Kreis Segeberg und den Kreis Pinneberg. Nachgeordnet sind eine Kriminalinspektion in Bad Segeberg und vier Kriminalpolizeistellen in Pinneberg, Norderstedt und Elmshorn; zwei Polizei-Autobahn und -Bezirksreviere in Bad Segeberg und Elmshorn; sechs Polizeireviere mit nachgeordneten 22 Polizeistationen in Norderstedt, Elmshorn, Pinneberg, Wedel, Bad Segeberg und Kaltenkirchen[3][4].
- Die Polizeidirektion Ratzeburg mit Sitz in Ratzeburg, zuständig für den Kreis Herzogtum Lauenburg und den Kreis Stormarn. Nachgeordnet sind eine Kriminalinspektion in Bad Oldesloe und vier Kriminalpolizeistellen in Ratzeburg, Geesthacht, Reinbek und Ahrensburg; zwei Polizei-Autobahn- und -Bezirksreviere in Ratzeburg und Bad Oldesloe; sechs Polizeireviere mit 15 nachgeordneten Polizeistationen in Geesthacht, Ratzeburg, Schwarzenbek, Bad Oldesloe, Ahrensburg und Reinbek.
- Die Polizeidirektion Neumünster mit Sitz in Neumünster, zuständig für die Stadt Neumünster und den Kreis Rendsburg-Eckernförde. Nachgeordnet sind eine Kriminalinspektion in Neumünster und zwei Kriminalpolizeistellen in Rendsburg und Eckernförde; ein Polizei-Bezirksrevier in Rendsburg; ein Polizei-Verkehrsüberwachungsdienst in Neumünster; vier Polizeireviere in Neumünster (2), Rendsburg und Eckernförde und Rendsburg mit 18 nachgeordneten Polizeistationen sowie dem Verkehrsunfalldienst in Neumünster; vier Polizei-Zentralstationen mit sechs nachgeordneten Polizeistationen in Bordesholm, Hohenwestedt, Kronshagen und Nortorf; ein Polizei-Autobahnrevier in Neumünster.

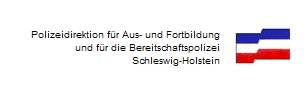
Logo der PD AFB

- Die Polizeidirektion für Aus- und Fortbildung und für die Bereitschaftspolizei (PD AFB) besteht nach § 5 POG mit Sitz in Eutin als untere Landesbehörde fort. Aufgabe dieser Polizeidirektion ist die Aus- und Fortbildung der Beschäftigten der Landespolizei; soweit diese nicht bei rechtlich selbständigen Bildungseinrichtungen ausgebildet werden. Die Bereitschaftspolizei unterstützt die Behörden und Dienststellen der Polizei, wenn die Erfüllung der diesen obliegenden Aufgaben es erforderlich macht. Zu diesem Zweck besteht in der Aufbauorganisation der Fachdirektion
  - die Fachinspektion Ausbildung mit drei Ausbildungsbereichen, dem Fachbereich Allgemeinbildung und der Fachgruppe Berufsethik,
  - die Fachinspektion Fortbildung mit sechs Fachbereichen (Recht, Führungs- und Organisationsmanagement, Diensthundewesen, Informationsmanagement, Kraftfahrwesen, Qualitätskontrolle, Einsatzmanagement sowie einem Medienzentrum),
  - die Bereitschaftspolizei, die nach dem Verwaltungsabkommen zwischen der Bundesrepublik Deutschland und dem Land Schleswig-Holstein eine Führungsgruppe, drei Einsatzhundertschaften, eine Technische Einsatzeinheit und eine Beweissicherungs- und Festnahmeeinheit umfasst. Sie unterstützt mit ihren Einheiten und speziellen vom Bund gelieferten Führungs- und Einsatzmitteln bei Bedarf den polizeilichen Einzeldienst.

- Die 6 Wasserschutzpolizeireviere und 12 Wasserschutzpolizeistationen sind unmittelbar dem Landespolizeiamt (Abteilung 4) nachgeordnet.[5]

Wasserschutzpolizeireviere:
- - Husum
  - Brunsbüttel
  - Flensburg
  - Kiel
  - Heiligenhafen
  - Lübeck-Travemünde

Wasserschutzpolizeistationen:
- - Außenstelle des Hafensicherheitsdienstes im Ostuferhafen in Kiel
  - Wasserschutzpolizeistation Kappeln
  - Wasserschutzpolizeistation Puttgarden
  - Hafensicherheitsdienst und Zentrale Gefahrgutauskunft Schleswig-Holstein in Lübeck-Travemünde
  - Wasserschutzpolizeistation Lübeck, Wasserschutzpolizeistation Ratzeburg **Wasserschutzpolizeistation Glückstadt
  - Wasserschutzpolizeistation Rendsburg
  - Wasserschutzpolizeistation Helgoland
  - Wasserschutzpolizeistation Sylt
  - Wasserschutzpolizeistation Wyk auf Föhr
  - Wasserschutzpolizeistation Büsum

### Landeskriminalamt
Nach § 3 POG führt das Landeskriminalamt Ermittlungen in schwierigen und besonders gelagerten Fällen durch. Es kann im Einzelfall den Polizeidirektionen Weisungen für die Erforschung von Straftaten und Ordnungswidrigkeiten erteilen, deren Bearbeitung an sich ziehen oder eine Polizeidirektion auch für Ermittlungen im Bezirk anderer Polizeidirektionen für zuständig erklären. Darüber hinaus ist das LKA zentrale Dienststelle im Sinne des § 1 Abs. 2 des Bundeskriminalamtgesetzes. Die Behörden der Polizei haben dem LKA die zur Erfüllung seiner Aufgaben erforderlichen Informationen zu übermitteln.
Das Landeskriminalamt ist gegliedert in eine Stabsstelle sowie fünf Abteilungen mit nachgeordneten 17 Dezernaten, welche sich überwiegend in Sachgebiete untergliedern.

## Schutz- und Kriminalpolizei (1994 zusammengelegt)
Bei der Aufstellung der Schleswig-Holsteinischen Polizei sollte als Lehre aus der verbrecherischen Verschmelzung polizeilicher Aufgaben und der Bekämpfung politischer Gegner die Kriminalpolizei eng an die Schutzpolizei gebunden werden. Ziel der britischen Militärregierung war es 1945, die Kriminalpolizei in Schleswig-Holstein als Sonderorganisation aufzulösen. Grund war die Einbindung der Kriminalpolizei 1936 in das Reichssicherheitshauptamt und die Verbindung mit der Gestapo zur gefürchteten Sicherheitspolizei unter Heydrich. Dementsprechend wurde durch Polizeigesetz vom 23. März 1949 die Kriminalpolizei nach kriminalpolizeilichen Erfordernissen in die Polizeiinspektionen eingegliedert. Durch Polizeiorganisationsgesetz vom 22. Dezember 1952 wurde die Kriminalpolizei erneut eine selbstständige Gliederung.
Dieser Umstand wurde über die Jahre – auch mit Blick auf andere Bundesländer – bedauert. 1990 berief das Innenministerium Kiel eine Kommission zur Reform der Organisation der Polizei in SH. Mit der Neufassung des Polizeiorganisationsgesetzes vom 9. Dezember 1968 zum 11. Februar 1994 wurde das Kommissionsergebnis zum 1. April 1994 umgesetzt. Danach wurden den in SH bestehenden vier Polizeidirektionen neben den nachgeordneten Polizeiinspektionen je eine Kriminalpolizeiinspektion mit ihrerseits nachgeordneten Kriminalpolizeistellen eingegliedert.
Durch die Reform der Organisation der Landespolizei SH durch das Polizeiorganisationsgesetz vom 12. November 2004 sind den nunmehr acht Polizeidirektionen folgende Kriminalpolizeidienststellen eingegliedert worden: den Polizeidirektionen Flensburg, Kiel, Lübeck und Itzehoe je eine Bezirkskriminalinspektion mit je zwei Kriminalpolizeistellen, der Polizeidirektionen Husum eine Kriminalpolizeistelle, den Polizeidirektionen Neumünster, Segeberg und Ratzeburg je zwei Kriminalpolizeistellen.

## Bereitschaftspolizei Schleswig-Holstein
Am 1. September 1950 wurden in Kiel und Lübeck die Fortbildungsabteilungen I und II mit je 150 Polizeibeamten aufgestellt. Sie waren zugleich Fortbildungsstätten und kasernierte Einsatzeinheiten mit Unterstellung unter den jeweiligen Polizeigruppenchefs.
Am 13. Mai 1951 wurde eine Bereitschaftspolizei als Bereitschaftsabteilung durch Runderlass des SH-Innenministers eingerichtet. Sie gliederte sich in den Abteilungsstab, die Stabshundertschaft und vier Hundertschaften. Standorte waren Eckernförde, Kiel (3. Hundertschaft aus der Fortbildungsabteilung I) und Lübeck (4. Hundertschaft aus der Fortbildungsabteilung II). Der Bund lieferte 1951 an die Bereitschaftsabteilung folgende Waffen aus: 700 Pistolen Astra 9 mm, 312 Karabiner 98 k, 20 Maschinenpistolen Beretta 9 mm, 29 Maschinengewehre (MG 42).
Nach § 10 des Polizeiorganisationsgesetzes von 1952 und der Verordnung zur Durchführung des POG vom 25. März 1953 hatte die Bereitschaftsabteilung sicherzustellen, dass die Beamten neben der Einsatzvorbereitung im geschlossenen Verband auch die Grundlagen für die künftige Verwendung in den Polizeidienstzweigen erwerben. Diese Vorgabe wurde nicht konsequent eingehalten. Von 1951 bis 1956 wurden in Eckernförde rund 12.000 Polizei-Bewerber geprüft und 982 eingestellt. Am 1. Juni 1956 verlegte die Bereitschaftsabteilung von Eckernförde nach Eutin.
Nach und nach wurden militärische Ausrüstungsgegenstände eingeführt: Stahlhelme, Spaten, Brotbeutel mit Kochgeschirr und Feldflaschen. Es gab Granatwerfer-, Handgranaten- sowie exzessive Geländeausbildung. Der Einsatz der Bereitschaftspolizei im Polizeikampf als paramilitärische Einheit mit Beteiligung an kriegerischen Handlungen wurde im politischen Raum verschwiegen. Damit hätte die Bereitschaftspolizei Kombattanten-Status gehabt. 1963 scheiterte die Innenminister-Konferenz am Widerstand der Gewerkschaft der Polizei, der Bereitschaftspolizei per Gesetz den Kombattanten-Status zu verleihen. Am 30. Mai 1968 wurden die Notstandsgesetze verabschiedet. Art. 87a Abs.4 Grundgesetz regelt seit 1968 den Einsatz der Streitkräfte im Innern zur Unterstützung der Polizei. Infolgedessen kam es zu einer Neubetrachtung der Aufgaben und Ausrüstung der Bereitschaftspolizei.
Durch das Polizeiorganisationsgesetz vom 9. Dezember 1968 gab es eine Organisationsreform. Aus der Bereitschaftsabteilung wurde die Bereitschaftspolizeiabteilung als Dienststelle mit besonderen Aufgaben. Nach dem Verwaltungsabkommen mit dem Bund vom 1. Januar 1971 wurde die Bereitschaftspolizeiabteilung schließlich neu gegliedert. Sie unterhielt fünf Hundertschaften (Stabs-Hundertschaft, zwei Einsatz-Hundertschaften und zwei Ausbildungs-Hundertschaften) sowie ein Spezialeinsatzkommando und ein Präzisionsschützenkommando.
Im Rahmen einer landesweiten Organisationsreform zum 1. April 1994 wurde die Bereitschaftspolizeiabteilung aufgelöst. Sie ging mit reduziertem Personalbestand sowie zusätzlich mit der Landespolizeischule in die seither bestehende untere Landesbehörde Polizeidirektion für Aus- und Fortbildung und für die Bereitschaftspolizei Schleswig-Holstein (PD AFB) mit Sitz in Eutin auf.

## Wasserschutzpolizei Schleswig-Holstein

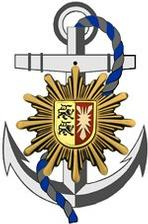
Logografie der Wasserschutzpolizei Schleswig-Holstein

Das 1941 aufgestellte Wasserschutzpolizei-Kommando „Westliche Ostsee“ wird durch Anordnung der Briten noch 1945 aufgelöst. An seine Stelle tritt die „Wasserschutzpolizei-Gruppe Kiel“. Dieser Gruppe obliegt der wirksame Polizeischutz auf Wasserwegen und Küstengewässern, die im Einzelnen vorgegeben werden. Bevorzugt wird zunächst die Ostseeküste. Ab 1947 gibt es eine wasserschutzpolizeiliche Präsenz auch an der Nordsee (Tönning). Die erforderlichen Boote stammen aus Beständen der Wehrmacht.
1947 wird die Wasserschutzpolizei-Gruppe Kiel umbenannt in „Wasserschutzpolizei-Gruppe Schleswig-Holstein“ und dem Innenministerium unterstellt. Erst mit dem Polizeiorganisationsgesetz von 1952 gibt es eine vertretbare Organisation für die Wasserschutzpolizei. Gebildet werden 1953 ein Wasserschutzpolizeiamt mit den nachgeordneten vier Wasserschutzpolizei-Inspektionen Nordsee, Ostsee, Lübeck und Kanal mit jeweils nachgeordneten Wasserschutzpolizei-Revieren.
Nach dem POG von 1968 und Verordnung von 1969 wird die Wasserschutzpolizei nunmehr in einer Wasserschutzpolizeidirektion als untere Landesbehörde organisiert. Diese Organisation der WSP überdauert später im Wesentlichen auch die Reform der Organisation zum 1. April 1994, bei der auch eine Küstenwache des Landes Schleswig-Holstein gebildet wurde. Erst durch die Reform von 2004 gibt es eine unmittelbare Anbindung der WSP an das Landespolizeiamt in Kiel.
Der Abt. 4 im Landespolizeiamt mit den Aufgaben Wasserschutzpolizeilicher Aufgabenvollzug, Bootswesen/Nautisch-Technische IT und Maritime Sicherheit sind die Wasserschutzpolizei-Reviere direkt angebunden. Seit dem 1. März 2003 ist die Wasserschutzpolizei SH in der Fischereiaufsicht (einschl. Berufsfischer) tätig; zuvor war das Landwirtschaftsministerium hiermit befasst. Für die Fischereiaufsicht ist heute das Sachbereich 412 beim Landespolizeiamt zuständig.
Ostsee
Das WSP-Revier Kiel mit Außenstelle Ostuferhafen, WSP-Revier Flensburg mit WSP-Station Maasholm, WSP-Revier Heiligenhafen mit WSP-Station Puttgarden, WSP-Revier Lübeck-Travemünde mit WSP-Stationen Lübeck und Ratzeburg.
Nordsee
WSP-Revier Brunsbüttel mit WSP-Stationen Glückstadt und Rendsburg, WSP-Revier Husum mit WSP-Stationen Büsum, Helgoland, Wyk auf Föhr und List auf Sylt.
Eine Besonderheit stellt die Insel Helgoland dar, denn dort werden alle polizeilichen Aufgaben von der Wasserschutzpolizei wahrgenommen.
Seit der Umstrukturierung der Wasserschutzpolizei im Jahr 2015 verfügt die Wasserschutzpolizei Schleswig-Holstein nunmehr nur noch über die drei Reviere Kiel (mit nachgeordneten Stationen in Flensburg und Kappeln), Lübeck (mit nachgeordneter Station in Heiligenhafen) sowie Brunsbüttel (mit den nachgeordneten Stationen Husum und Helgoland).

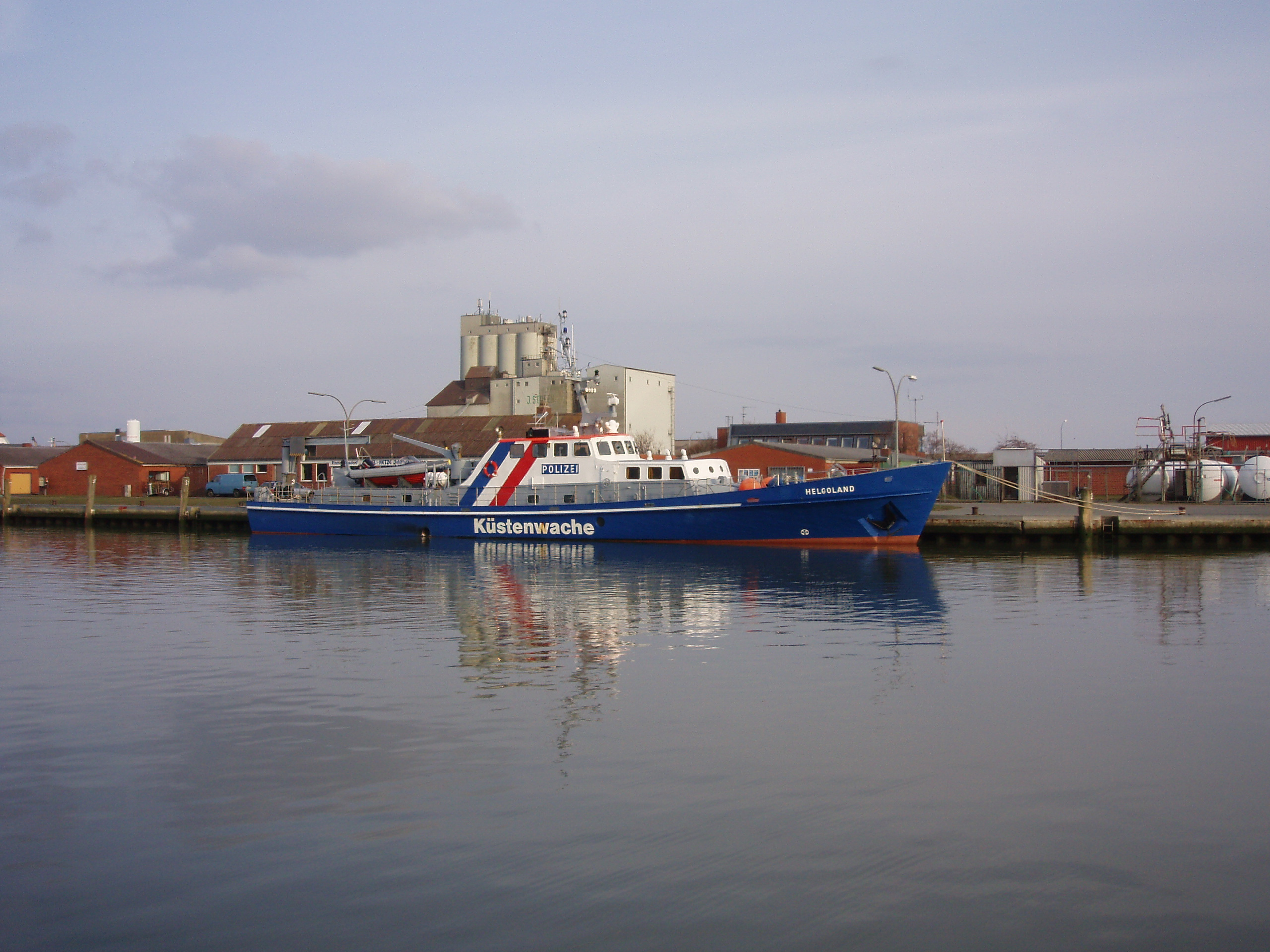
Küstenwachboot der Wasserschutzpolizei Schleswig-Holstein im Büsumer Hafen
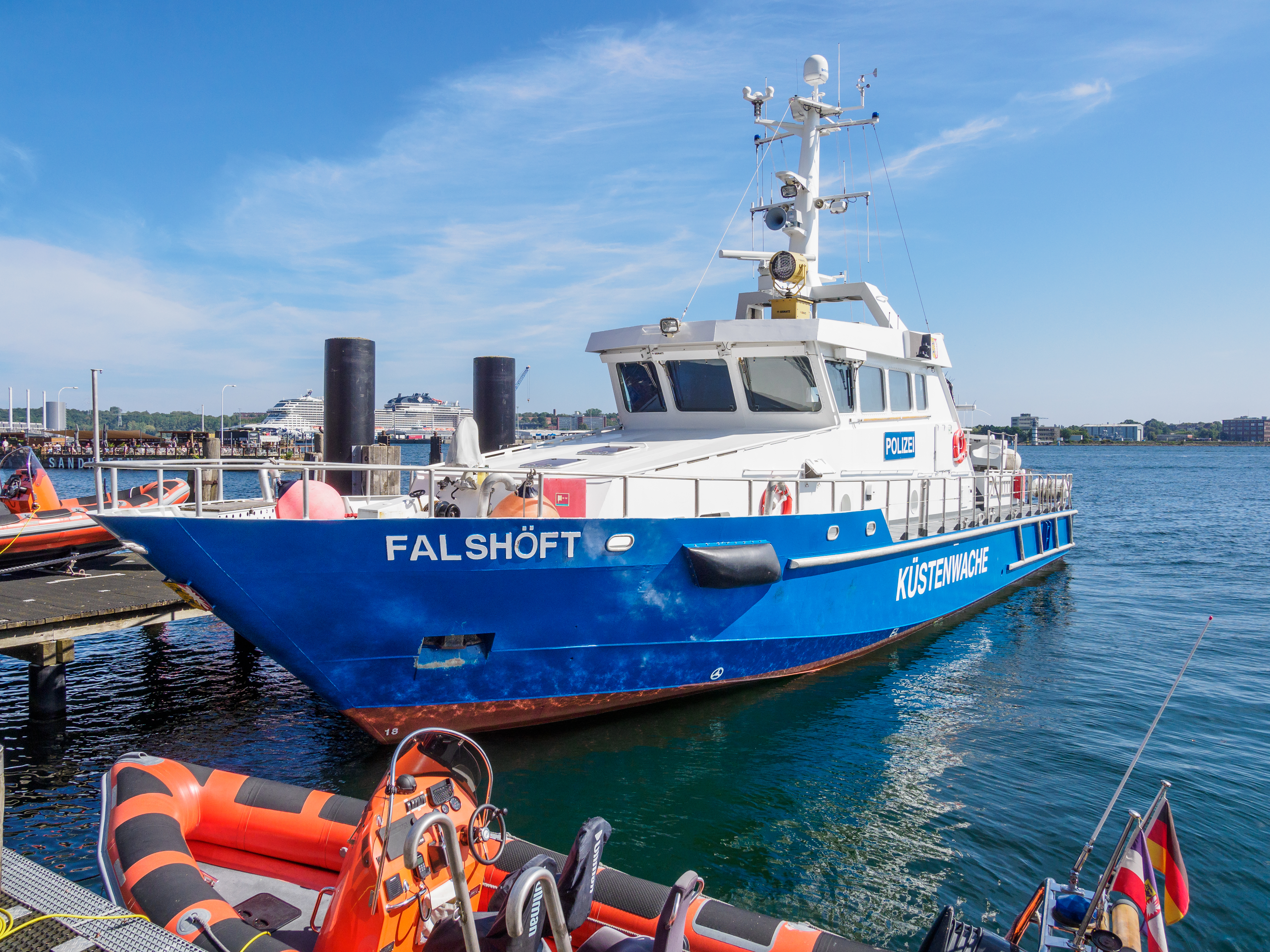
"Falshöft" der WSP in Kiel
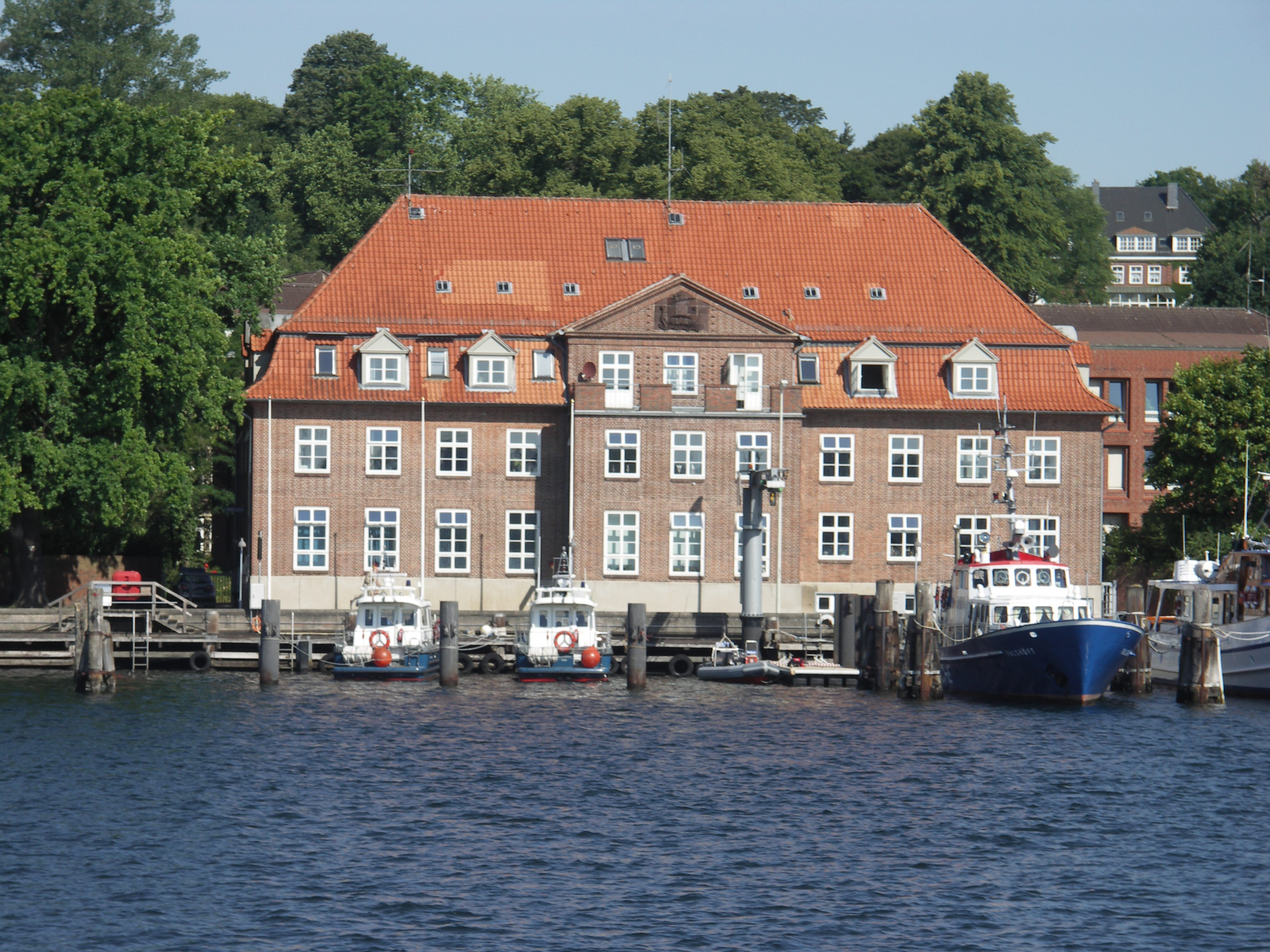
Gebäude der Wasserschutzpolizei an der Kiellinie in Kiel

## Verkehrsüberwachung in Schleswig-Holstein
In der 1953 erstmals veröffentlichten amtlichen Verkehrsunfallstatistik werden in der Bundesrepublik nach heutigem Gebietsstand 12.631 Verkehrstote gezählt (2010: 3.651). Polizeiliche Verkehrsüberwachung war insoweit dringend geboten. Bereits zum 1. Mai 1952 nimmt die 3. Hundertschaft der Bereitschaftsabteilung in Kiel ihren Dienst als überörtliche, zentrale Verkehrsüberwachung auf Bundesautobahnen, Bundesstraßen und sonstigen wichtigen Verkehrsstraßen in SH auf. Noch im September 1952 verlegt die Einheit nach Neumünster und erhält zum 1. Mai 1954 als „Mot. Verkehrsbereitschaft“ den Status einer selbstständigen Dienststelle.
Organisatorisch gibt es in der Folge zwei Züge für den Streifendienst und einen Zug mit technischen Prüfgruppen, Kamerawagen, Verkehrskasper und Filmgruppe. Als Streifenwagen dominiert der VW-Käfer. 33 Fahrzeuge dieses Typs werden ab 1956 mit Funk ausgestattet und erhalten weiße Kotflügel. 1961 werden erstmals zwei Radargeräte vom Typ Telefunken VRG 2 beschafft und später durch Traffipax Mesta 204 DD und Multanova 5F ersetzt. 1967 hat die Dienststelle 125 Beamte, 1975 bereits 192.
Im Zuge der Organisationsreform von 1969 wird die „Mot. Verkehrsbereitschaft“ nunmehr eine Dienststelle mit besonderen Aufgaben als „Verkehrsüberwachungsbereitschaft“ (VÜB). Die innere Organisationsstruktur wird 1973 geändert in: Stab, zwei Verkehrsüberwachungsdienste und zwei Polizei-Autobahnstationen (zuvor seit 1968 Autobahnstützpunkte).
Mit der Organisationsreform von 1994 wird die VÜB nunmehr untere Landesbehörde als „Verkehrspolizeidirektion Schleswig-Holstein“ mit den nachgeordneten Dienststellen: Polizei-Autobahnreviere (PAR) und Polizei-Verkehrsüberwachungsdienst (VÜD).
Mit Landesverordnung vom 17. Mai 2005 wird die Verkehrspolizeidirektion SH aufgelöst. Die Polizei-Autobahnreviere werden den neuen Polizeidirektionen, der Polizei-Verkehrsüberwachungsdienst der neuen Polizeidirektion Neumünster zugeordnet.
Regionale Verkehrsüberwachung führen bis 1969 die „Mot. Verkehrs- und Einsatzkommandos“ bei den Polizeiinspektionen durch, ab 1969 umbenannt in „Polizei-Bezirksreviere“. Ab 2004 sind die Polizei-Bezirksreviere den acht Polizeidirektionen nachgeordnet.

## Frauen in der Polizei
Schutzpolizeidienst
In der Polizei des Reiches gab es Frauen nur in der Kriminalpolizei, nicht in der Schutzpolizei. Die Briten hatten eine andere Sichtweise. Durch eine Anweisung vom Dezember 1945 ordneten sie den „Aufbau der Weiblichen Polizei in der Britischen Zone“ an. Leiterin dieser uniformierten Sparte war die Neuseeländerin Sophie Alloway mit Sitz in Hamburg. Die in Schleswig-Holstein eingestellten und ausgebildeten Frauen trugen blaue Uniformen. 1952 allerdings wurde der Neuaufbau einer weiblichen, uniformierten Polizei durch das Polizeiorganisationsgesetz von 1952 beendet. In Schleswig-Holstein blieb nur die Weibliche Kriminalpolizei (WKP) erhalten. In der Folge entbrannte in den 1970er-Jahren die Diskussion mit Widerstand und Vorurteilen gegenüber Frauen in der Schutzpolizei. Als erste Bundesländer setzten schließlich Berlin (1978), Hamburg (1979), Niedersachsen und Hessen (1981) Frauen ein. Schleswig-Holstein folgte 1986. Die aktuelle Einstellungsquote von Bewerberinnen in die Schutzpolizei SH liegt bei den letzten Jahrgängen in einem Segment von 25 bis 33 Prozent.
Politessen
Politessen (zusammengesetzt aus Polizei und Hostess) sind seit 1969 Angestellte im Polizeidienst von SH. Nach dem POG von 1968 (§ 14) sind sie Hilfsbeamtinnen der Polizei. Die ersten Politessen nehmen ihren Dienst 1969 in Kiel auf. Später versehen sie ihren Dienst in nahezu allen Polizeiinspektionen des Landes. Sie überwachen den ruhenden Verkehr, unterstützen ältere Personen und Kinder und erteilen Verwarnungen bei Ordnungswidrigkeiten, namentlich im ruhenden Verkehr. Mit Übergang allerdings des ruhenden Verkehrs auf die Kommunen Anfang der 90er-Jahre endet ihre Tätigkeit. Die 82 Politessen wechseln schrittweise meist in den Schreibdienst der Polizei.

## Ausbildung
Mittlerer Dienst der Schutz- und Wasserschutzpolizei
Die Ausbildung für den mittleren Dienst findet mit Ausnahme des Berufspraktikums bei der Polizeidirektion für Aus- und Fortbildung und für die Bereitschaftspolizei in Eutin statt und dauert zweieinhalb Jahre. Sie gliedert sich in drei Ausbildungsabschnitte: Die Grundausbildung (1 Jahr), die Fachausbildung einschließlich des Berufspraktikums (1 Jahr) und die Abschlussausbildung mit der Fachprüfung (½ Jahr).
Gehobener Dienst der Schutz-, Kriminal- und Wasserschutzpolizei
Die theoretischen Studieninhalte werden an der Fachhochschule für Verwaltung und Dienstleistung (FHVD), Fachbereich Polizei, in Altenholz bei Kiel, vermittelt. Das Studium gliedert sich in vier fachtheoretische und zwei fachpraktische Semester. Mit der Ernennung zur Kommissarin/zum Kommissar und der Verleihung des akademischen Grades Bachelor of Arts – Polizeivollzugsdienst endet der Vorbereitungsdienst.
Höherer Dienst der Schutz-, Kriminal- und Wasserschutzpolizei
Zulassungsvoraussetzungen sind in der Regel Hochschulreife und ein abgeschlossenes Studium an einer Fachhochschule für den öffentlichen Dienst. Das Studium gliedert sich in zwei Studienjahre, von denen das erste Studienjahr beim Bund und bei den Ländern durchgeführt wird. Das zweite Studienjahr findet an der Deutschen Hochschule der Polizei (DHPol) in Münster statt. Studienfächer sind: Einsatzlehre, Führungslehre, Öffentliche Betriebswirtschaftslehre, Organisation- und Personalentwicklung, Psychologie, Kriminalistik, Kriminologie, Rechtswissenschaften, Verkehrslehre. Seit Oktober 2007 wird der Masterstudiengang Öffentliche Verwaltung – Polizeimanagement an der DHPol angeboten. Ende September 2009 erhielten die ersten Absolventen ihre Masterurkunden.

## Uniform
Die Farbe der Polizeiuniformen in Preußen war ab 1920 grün. Ab 1923 ordneten die Alliierten des Ersten Weltkrieges die Einführung einer blauen Uniform mit schwarzer Hose an. Von 1933 bis 1936 erfolgte eine Umstellung auf hellgrün. Ab 1936 war die Polizeifarbe im Reich einheitlich grünmeliert.
Nach 1945 war das Erscheinungsbild an Uniformen uneinheitlich. Nach Verordnung der Militärregierung wurden Hoheitsabzeichen, Kokarden, Rangabzeichen, Abzeichen pp. mit Hakenkreuz an Uniformen verboten. Die vielfältigen Uniformen wurden blau eingefärbt. 1947 wurden blaue Uniformen moderneren Zuschnitts eingeführt. 1951 stellte Schleswig-Holstein endgültig auf grüne Uniformen um, zuerst am 1. August 1951 für einen Einsatz der 1. Hundertschaft der Bereitschaftspolizei Eckernförde. Diese grüne Uniform hielt bis 1977, als schrittweise die Umstellung auf „moosgrün/bräunlich-beige“ erfolgt. Diese neue Uniform überdauerte knapp 20 Jahre.
2006 gab Innenminister Stegner für die Polizei in Schleswig-Holstein den Startschuss für die Einführung der blauen Uniform für zunächst 400 Beamte nach dem zwischenzeitlichen Vorbild anderer Bundesländer, allen voran Hamburg. Die Umstellung auf Blau wurde 2009 abgeschlossen.

## Fahrzeuge

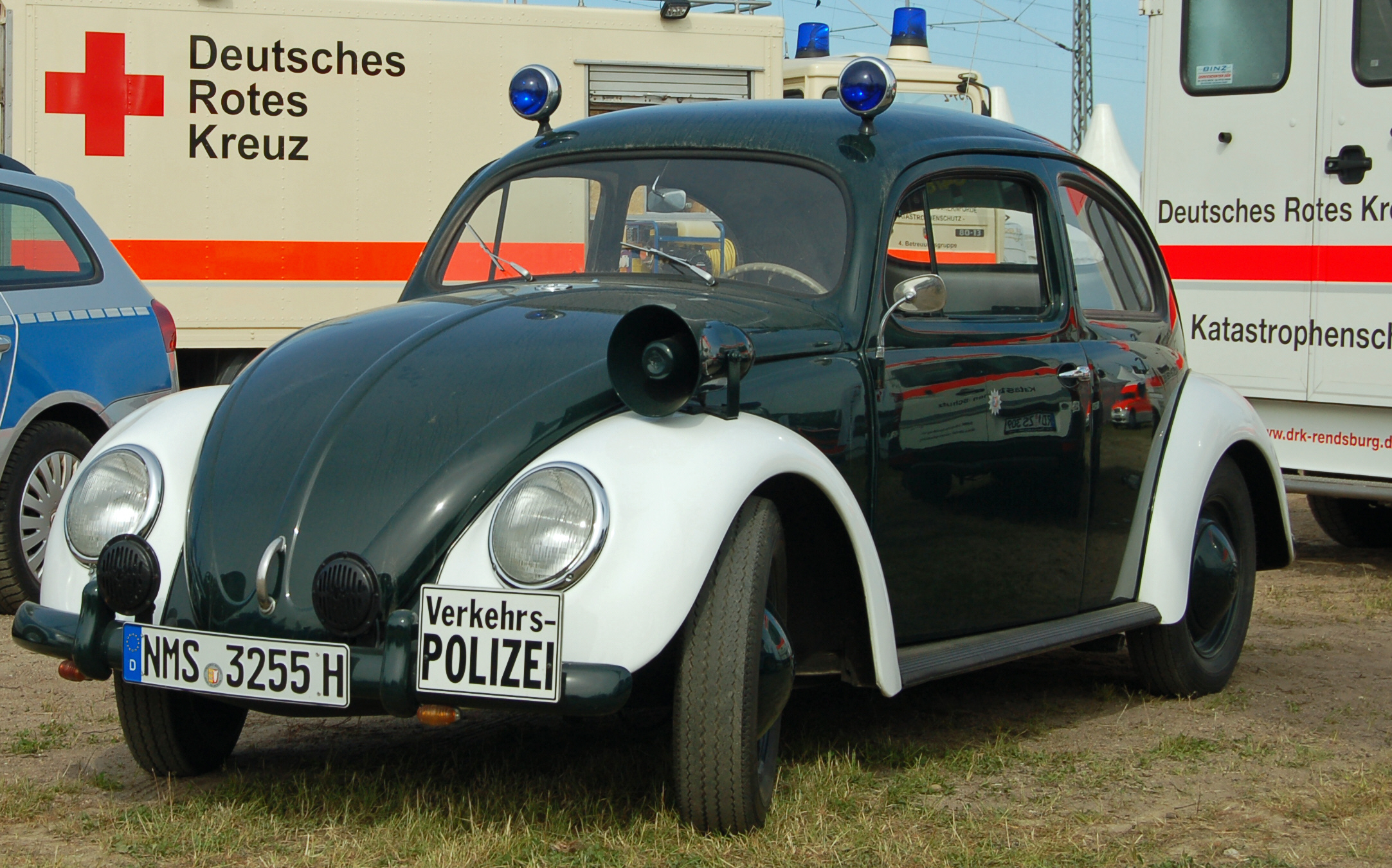
VW Käfer Typ 1 der Polizei Schleswig-Holstein; Zulassung heute in Neumünster und mit H-Kennzeichen

Fahrzeugtypen in geschichtlicher Entwicklung
Nach dem Zweiten Weltkrieg stellte die britisch Besatzungsmacht ab 1945 den Polizeiabteilungen und Polizeiposten Fahrräder zur Verfügung. Aus Beständen der Wehrmacht wurden Kräder (BMW R 4 und R 12) mit Beiwagen übernommen. Ebenso wurden Kraftfahrzeuge der Wehrmacht für polizeiliche Zwecke umgebaut. 1950 bot der Markt erste Sonderfahrzeuge für die Polizei an. Präferiert wurde der VW-Käfer mit offenen Seitenwänden. 1953 gab es den ersten „Wasserwerferkraftwagen“ der Polizei Schleswig-Holstein in Kiel, nach einem Entwurf der Polizei durch eine Karosseriebau-Firma aus SH auf 3-t-Opel Blitz mit einem Strahlrohr gefertigt.
Die Bereitschaftspolizei in Eckernförde (ab 1956 in Eutin) fuhr ab 1951 aus Bundeszuweisungen VW-Cabriolet, Mercedes-Benz 170 DA und Gruppen-Kraftwagen Hanomag L 28 Baujahr 1950 für die Einsatzhundertschaften und Spezialfahrzeuge für die Stabshundertschaft, z. B. Fernmelde-Kraftwagen.
In der Folge wurde der Bestand an Kraftfahrzeugen nach Maßgabe neuer Entwicklungen modernisiert. Es dominierten später im Funkstreifendienst VW-Käfer, VW-Variant (ab 1962) und VW-Passat (ab 1973 bis heute in acht Generationen) sowie für unterschiedliche Aufgaben der VW-Kombi. Für Spezialkräfte gab es Sonderzuweisungen an Kraftfahrzeugen, u. a. für das Spezialeinsatzkommando und die für die Autobahnüberwachung zuständigen Dienststellen.
2009 umfasste die gesamte Pkw-Flotte der Landespolizei Schleswig-Holstein rund 870 Fahrzeuge.
In Bezug auf Funkstreifenwagen entschied sich das Innenministerium Kiel 2009 für völlig neue Modelle anderer Hersteller: den Ford Focus als leichten Funkstreifenwagen (100 Fahrzeuge) und den Ford Mondeo als zivilen Funkstreifenwagen (160 Fahrzeuge). Die Gesamtlieferung wurde sukzessive bis 2012 abgewickelt.

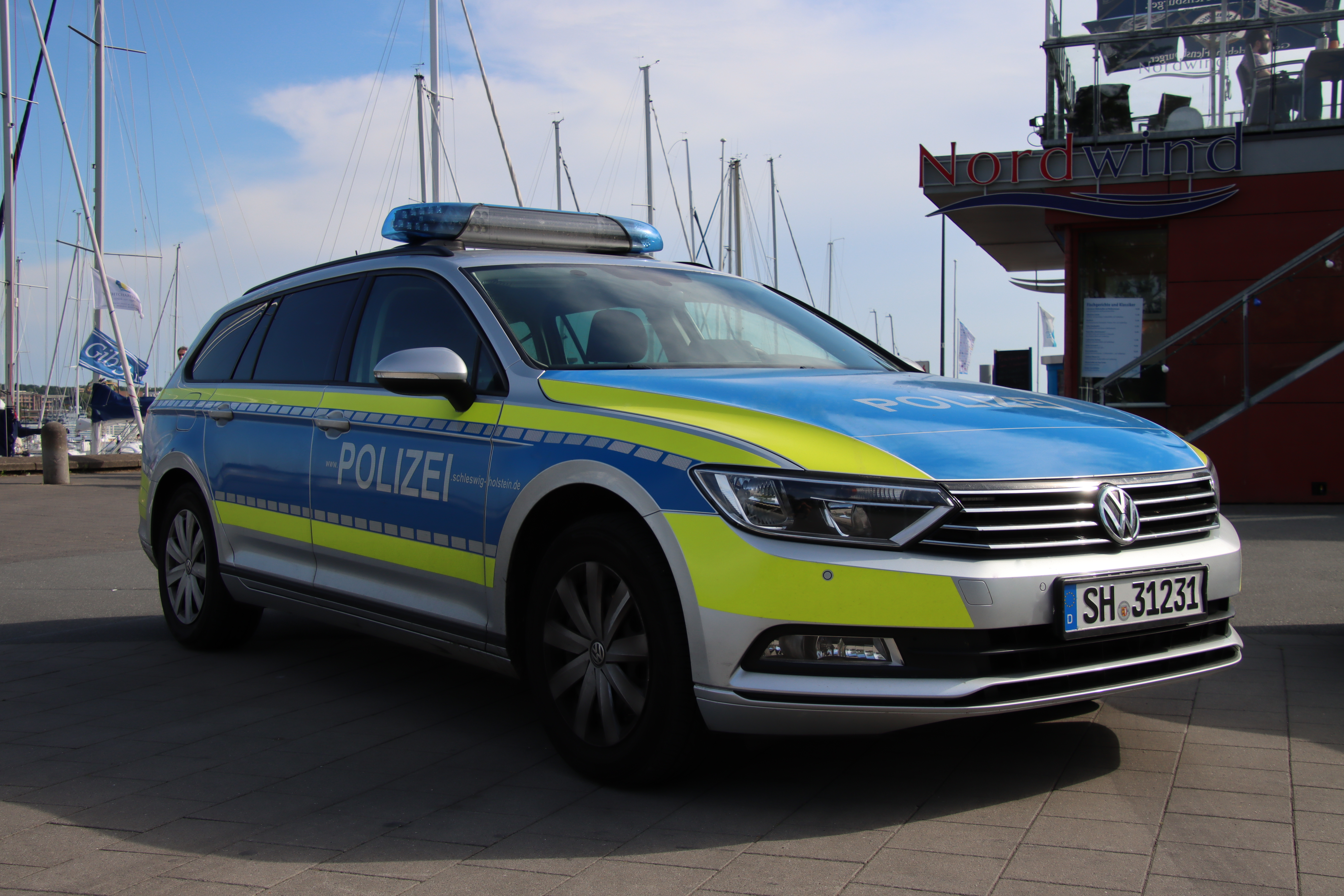
VW Passat der Polizei Schleswig-Holstein

Mittlerweile werden Fahrzeuge von Volkswagen (VW Passat Variant, Streifendienst der Polizeireviere) und Mercedes-Benz (E-Klasse T-Modelle bei der Autobahnpolizei und Vitos ebenfalls im Streifendienst der Polizeireviere) in silber-blauer Farbgebung landesweit eingesetzt.

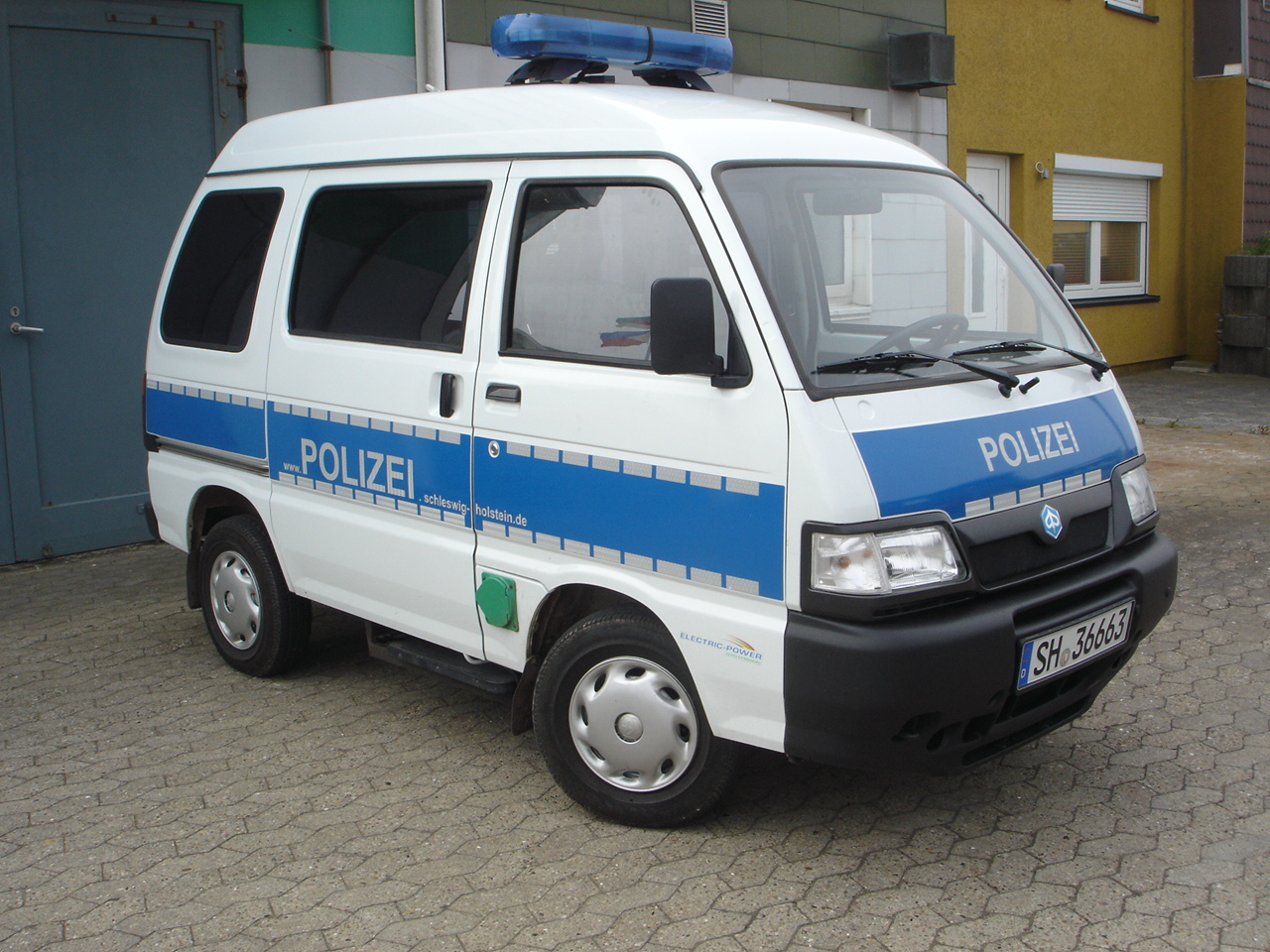
Elektrofahrzeug der Polizei auf Helgoland

2023 wurde bekannt gegeben, dass die Fahrzeugmodelle VW Passat und Mercedes Benz E-Klasse durch neue Mercedes Benz Vito Kompakt ersetzt werden.
Farbgebung
Die Streifenwagen der Landespolizei Schleswig-Holstein waren zunächst grün, dann grün-weiß, schließlich grün-silber und seit dem 17. August 2005 bei Neuwagen blau-silber bzw. bei älteren Modellen blau-weiß. Die blaue Farbgebung geht auf europäische Bestrebungen zur Vereinheitlichung der Fahrzeuge zurück (RAL 5017).
Kennzeichen
Als Unterscheidungskennzeichen führen die Polizeifahrzeuge seit dem 1. März 2007 nicht mehr das Kürzel ihres Zulassungsbezirks, sondern nunmehr das der Landesbehörde, also „SH“. Neue Fahrzeuge werden mit Kennzeichen in der Form „SH 3XXXX“ zugelassen, wobei „SH“ für „Schleswig-Holstein, Landesregierung und Landtag“ steht. Hintergrund für diese Änderung war die Abschaffung der Behördenkennzeichen.

## Statistik
Pro Jahr gibt es in Schleswig-Holstein 173.000 bis 222.000 Fälle, von denen 97.000 bis 136.000 aufgeklärt werden. 2022 wurden 1,359 Prozent der Bevölkerung Opfer einer Straftat, 3,6 Prozent der Heranwachsenden (18-21 Jahre), 0,33 Prozent der Personen über 60 Jahre.
Bereits 1946 gab es für die Britische Besatzungszone und damit für Schleswig-Holstein Anfänge einer Kriminalstatistik. Der erste Beitrag jedoch zu den „International Crime Statistics“ des Interpol-Sekretariats erfolgte 1950. Die erste amtliche „Polizeiliche Kriminalstatistik“ wurde für das Berichtsjahr 1953 veröffentlicht (u. a. Tötungsdelikte 1048, Sittlichkeitsdelikte 57.905, Schwerer Diebstahl 128.661, Einfacher Diebstahl 433.102, Münzdelikte 8053).
Es gibt für Schleswig-Holstein folgende Statistik für 2008: Zahl der Fälle 240.391 (Veränderung gegenüber 2007 −2222 Fälle), aufgeklärte Fälle 114.780, Aufklärungsquote 47,7 %. Anteile an der Zahl der Gesamtkriminalität u. a.: Diebstähle 45 %, Straßenkriminalität 25,8 %, Vermögens- und Fälschungsdelikte 12,6 %, Gewaltkriminalität 3,3 %.

## Verschiedenes
Bewaffnung
Nach dem Zweiten Weltkrieg wurde die neue Landespolizei Schleswig-Holstein aus Restbeständen mit der Pistole 08 und ab 1947 aus US-amerikanischen Beständen mit Revolvern des Herstellers Smith & Wesson ausgestattet. 1951 wurde zusätzlich ein Kontingent der belgischen Pistole FN High Power, Kaliber 7,65 mm beschafft. 1952 werden weitere 1.000 Pistolen der Schweizer Firma Sig Sauer, Kaliber 9 mm Parabellum eingeführt. Ab 1961 bis 1968 werden diese Waffen abgeschafft und durch die für den Polizeidienst geeignetere Pistole Walther PPK, Kaliber 7,65 mm ersetzt. Die Bereitschaftspolizei in Eckernförde wurde ab 1951 aus Bundeszuweisungen mit der spanischen Pistole Astra, der italienischen Maschinenpistole Beretta M1938 und dem Karabiner K98k ausgestattet. Der Karabiner wurde 1961 durch das belgische Gewehr FN FAL, die MPi Beretta 38 1968 durch die Heckler & Koch MP 5 ersetzt. Ab 1980 erfolgt eine Pistolenumrüstung in Schleswig-Holstein auf die Sig Sauer P6. 2008 teilt das Kieler Innenministerium mit, dass die P6 schrittweise ab 2009 durch die P99Q ersetzt werden wird. 2023 wurde bekannt gegeben, dass Pistolen der Typen SFP9 und SFP9CC von Heckler & Koch beschafft werden.
Großlagen
Die Sturmflut 1962 mit 340 Toten ereignete sich an der deutschen Nordseeküste und an den Unterläufen von Elbe und Weser. Die Bereitschaftspolizei Eutin setzte 550 Beamte an der Westküste Schleswig-Holsteins ein, um zerstörte Deiche abzudichten.
Am 3. September 1972 fand im Rahmen der Segelolympiade in Kiel eine Parade von 70 Großseglern und Schulschiffen aus 17 Nationen auf der Kieler Förde statt. Rund eine halbe Million Schaulustige besuchten dieses Großereignis, das durch die Schutzpolizei an Land und die Wasserschutzpolizei auf der Förde betreut wurde.
Am 28. Februar 1981 fand die Großdemonstration bei Brokdorf mit bis zu  100.000 Demonstranten statt. Die Polizei hatte rund 10.000 Beamte im Einsatz. Es war bis dato das größte Polizeiaufgebot in der Geschichte der Bundesrepublik Deutschland.
1982 gelang dem Spezialeinsatzkommando der Landespolizei Schleswig-Holstein die Festnahme des gesuchten RAF-Terroristen Christian Klar.
Am 7. Juni 1986 gab es erneut eine Großdemonstration vor dem Kernkraftwerk Brokdorf mit ungefähr 40.000 Demonstranten. Dabei waren rund 5300 Polizeibeamte eingesetzt. Es gab gewalttätige Auseinandersetzungen zwischen Demonstranten und der Polizei.
Reiterstaffel
Während des Zweiten Weltkrieges gab es in Kiel und Lübeck Polizei-Reiterstaffeln. 1945 genehmigte die Britische Militärregierung ihre Fortführung. 1957 wurde die Reiterstaffel Kiel aufgelöst. Die Reiterstaffel Lübeck verfügt in der Folge über nahezu 20 Pferde. In den 1990er-Jahren gab es im politischen Raum Stimmen zur Auflösung der Reiterstaffel. Nach dem 1994 gestellten Antrag des Innenministers im Landtag erfolgte die Auflösung der Reiterstaffel 1995. Ein Volksbegehren „zur Rettung der Reiterstaffel“ scheitert an der zu geringen Stimmenzahl.
Bäderdienst
Eine saisonal wiederkehrende Aufgabe ist der sogenannte Bäderdienst, bei dem verstärkt Beamte in den touristischen Hochburgen an Ost- und Nordseeküste eingesetzt werden.
Verkehrskasper
1954 wurde bei der Motorisierten Verkehrsbereitschaft in Neumünster die erste Verkehrskaspergruppe in Schleswig-Holstein etabliert. 2004 bestehen Polizeipuppenbühnen bei der Polizeidirektion Nord in Flensburg und der Verkehrspolizeidirektion in Neumünster, bei denen drei bzw. sechs Polizeibeamtinnen und Polizeibeamte ausschließlich im Bereich des Handpuppenspiels tätig sind. Für den Verkehrskasper werden jährlich 300.000 Euro als Personalkosten angesetzt. Hinzu kommen Kosten für den Einsatz der Fahrzeuge und Reparaturkosten für die Bühnen. Die Arbeit der polizeilichen Puppenspieler bei der Verkehrserziehung und der Kriminalprävention wird als wichtig angesehen. Zudem ist der Verkehrskasper oft der erste persönliche Kontakt vieler Kinder zu Polizeibeamten.
2014 beauftragte die Landesregierung im Zuge von Rationalisierungsmaßnahmen die Landespolizei mit der Erarbeitung eines Konzepts zur Herauslösung von Polizeibeamten aus den Bühnen und dieses bis 2018 umzusetzen. Als mögliche Optionen sind u. a. Kooperationen mit externen Trägern oder die Einbindung von pensionierten Polizeibeamtinnen und -beamten in der Diskussion. Die mit dem Präventionsprojekt Verkehrskasper befassten neun Beamtinnen und Beamten sollen demnach wieder im aktiven Dienst eingesetzt werden.